# Artère digitale palmaire commune
Les artères digitales palmaires communes sont quatre artères des doigts de la main.

## Origine
Les artères digitales palmaires communes naissent de la partie convexe de l'arcade palmaire superficielle.

## Trajet
La première artère digitale palmaire commune cheminent distalement et en dedans en passant devant le cinquième métacarpien.
Les trois autres progressent distalement sur les deuxième, troisième et quatrième muscles lombricaux de la main.
Elles reçoivent une anastomose des artères métacarpiennes palmaires correspondante, puis elles se divisent en une paires d'artères digitales palmaires propres.

### Variations
La répartition des artères digitales communes et de leurs artères collatérales est sujet à de nombreuses variations.